# Лётен
Лётен (норв. Løten) — коммуна в губернии Хедмарк в Норвегии. Административный центр коммуны — город Лётен. Официальный язык коммуны — букмол. Население коммуны на 2007 год составляло 7251 чел. Площадь коммуны Лётен — 369,44 км², код-идентификатор — 0415.

## История населения коммуны
Население коммуны за последние 60 лет.

## Спорт
В окрестностях городка Лётен в сентябре 1962 года прошли первые в мировой истории официальные международные соревнования по спортивному ориентированию бегом. Соревнования имели статус
Чемпионата Европы. Кроме фаворитов — скандинавов, также участвовали спортсмены Венгрии, Швейцарии и Чехословакии. В программе соревнований была всего одна дисциплина — классическая дистанция. Спортивные карты представляли собой чёрно-белые фотоотпечатки и имели масштаб 1: 25 000. Мужчины преодолевали дистанцию длиной в 16,7 километра с 13 контрольными пунктами, а женщины соревновались на дистанции в 7,5 км с 7 КП.
Первой чемпионкой Европы по спортивному ориентированию стала шведка Улла Линдквист, а среди мужчин победу праздновал норвежец Магне Люстад (норв. Magne Lystad).

## Уроженцы
- Э́двард Мунк (норв. Edvard Munch) — норвежский живописец и график, тяготевший к символизму и экспрессионизму родился в Лётене 12 декабря 1863 года. В Лётене он прожил всего год, но позже, будучи студентом, много раз приезжал сюда[4].